# セリツォ
セリツォ（Сельцо）は、ロシア連邦ブリャンスク州の町。人口は1万5906人（2021年）。市名は「小さな村」の意。デスナ川沿い、州都ブリャンスクから北西へ22kmに位置する。

## 歴史
1876年、リガ・オリョール鉄道の建設に際して設立。
1938年、町（都市型集落）に昇格。1990年、州直轄市となった。